# لویی (مجموعه تلویزیونی فرانسوی)
لویی (در فرانسه با نام دیدو یا عنوان طولانی آن: «دیدو، برام نقاشی بکش!» نیز شناخته می‌شود) یک مجموعه تلویزیونی انیمیشن فرانسوی است که توسط میلیمجز تولید شده است. این سریال اقتباسی از کتاب‌های ایو گوت است. سازنده وتوسعه‌دهنده این انیمیشن ایزابو مرل بوده و کارگردانی مجموعه را فردریک مگه، فردریک چایلو و فرانسوا ناربوکس بر عهده داشته‌اند.
نسخه دوبله شده این انیمیشن اولین بار از شبکه پویا پخش شد.